# 伊纳拉詹
伊纳拉詹（Inarajan）是美国在西太平洋的非合并建制属地关岛中的一座城市，2011年人口2,273人。市长为多里斯·弗洛雷斯·卢汉。
关岛公立学校系统服务该岛。

## 著名人物
- 戴夫·谢米苏（英语：Dave Shimizu）

13°16′32″N 144°44′36″E / 13.2756°N 144.7433°E